# Stazione di Campofelice
La stazione di Campofelice è una stazione ferroviaria nella città metropolitana di Palermo, posta sulla linea Palermo-Messina, a servizio dell'omonimo comune dal quale dista circa 3,4 km.

## Storia
La vecchia stazione fu attivata nel 1887, contemporaneamente all'apertura della tratta della linea Palermo–Messina da Fiumetorto a Cefalù. La stazione nel 2013 era ancora sottoposta ai lavori di raddoppio del binario che hanno comportato l'abbattimento del vecchio ponte ferroviario sul torrente Roccella.
Il vecchio fabbricato viaggiatori venne demolito nel 2014. Il 17 gennaio 2014 venne riattivata la nuova stazione con il nuovo fabbricato viaggiatori spostato di 50 metri in direzione Messina.

## Caratteristiche
La stazione di Campofelice è classificata bronze da RFI.